# Crime preterdoloso
O termo "praeterintention" (também escrito "preterintention") é uma expressão latina legal que significa "para além da intenção". Portanto, cometer um crime "praeter intentionem" significa ter cometido um crime involuntário que foi mais grave do que o crime pretendido.
Em direito penal, crime preterdoloso, agravação pelo resultado, crime qualificado pelo resultado ou crime preterintencional caracteriza-se quando o agente pratica uma conduta dolosa, isto é, intencional, menos grave, porém obtém um resultado mais grave do que o pretendido, na forma culposa.

## Conceito
Nos crimes preterdolosos, geralmente há dolo inicial na conduta do agente e culpa no resultado mais gravoso. Em outras palavras, dolo no antecedente e culpa no consequente do crime. Quando, numa ação, forem encontradas as duas modalidades da conduta (dolo e culpa), estamos diante de um crime preterdoloso, pois há um misto de dolo na conduta inicial e a culpa no resultado advindo (resultado final).
Conceitua o doutrinador de direito penal, Guilherme Nucci: “trata-se de crime que possui um fato-base, devidamente sancionado, contendo, ainda, um evento qualificador, passível de lhe aumentar a pena, em razão da sua gravidade objetiva, existindo entre ambos um nexo de ordem física e subjetiva"
Exemplificando: o agente age dolosamente, mas o resultado lesivo é diferente do almejado, mais gravoso - é o que ocorre quando o agente quer o mínimo de dano à vítima, causando-lhe, contudo, dano desastroso, como por exemplo, uma lesão corporal seguida de morte.

## Tentativa
Não se admite, em regra, tentativa nos crimes preterdolosos, haja vista que, o resultado lesivo gravoso está fora do campo de vontade do agente, sendo produzido de forma culposa.
No Código Penal brasileiro, em geral não se admite tentativa nos crimes culposos por lhe faltar livre vontade e consciência de querer praticar um crime e obter um resulto diferente do almejado. Vontade livre e consciência são elementos da conduta dolosa. Assim ficaria afastada a possibilidade de ocorrência da tipicidade, que é o amoldamento perfeito da conduta praticada pelo autor com o tipo penal; e o agente não responderia por dolo nesta última modalidade.
Contudo existem exceções que admitem tentativa. Ex: Aquele que tenta provocar aborto em determinada mulher, ele não consegue provocar o aborto, mas gera lesões corporais, ou seja, o dolo (provocar aborto) não se consumou (tentativa) e a lesão corporal sim (resultado culposo).

## Aplicação da pena
Na aplicação da pena, não se considera a ocorrência de dois crimes. O agente responde pela conduta almejada dolosamente, enquanto o resultado atingido culposamente servirá como qualificadora. Um caso notável no Brasil é o do primeiro feminicídio de 2019, cuja justiça entendeu que o assassino não tinha intenção de matar a esposa. A responsabilidade penal "praeter intencional" é regulamentada em muitos países, incluindo Itália, França, Alemanha, América Latina, países anglo-saxónicos, etc.

## Qualificação do crime
O crime pode ser qualificado pelo resultado do mesmo, sendo estes:
- Conduta dolosa no antecedente e consequente: Ex. Crime de roubo agravado pela morte, latrocínio; (art. 157, §3º)
- Conduta Culposa no antecedente e dolosa no consequente: EX: Crime de lesão corporal culposa, cuja pena é aumentada de 1/3, se o agente, dolosamente, deixa de prestar imediato socorro à vítima; (art. 129, §7º)
- Conduta dolosa e resultado agravador culposo: Apenas essa espécie de crime qualificado pelo resultado que é considerado Crime preterdoloso. Ex: Crime de lesão corporal seguida de morte, no caso em que o agente não queria produzir o resultado morte;
- Conduta culposa e resultado agravador Culposo: Crime de incêndio culposo agravado pela morte culposa. (art. 250, §2º, c/c art. 258, 2ª parte)

O artigo 19 do Código Penal Brasileiro define os crimes preterdolosos, como sendo aqueles que são qualificados pelo resultado.